# Bene fungibile
I beni fungibili sono i beni intercambiabili di cui conta il valore assegnato piuttosto che l'oggetto individuale - ovvero appartenenti a una categoria astratta che rileva nella misura in cui possa essere pesata, misurata o enumerata. Secondo la tradizione romanistica del diritto, bene fungibile è il termine che indica le  res quae pondere numero mensura constant, cioè i beni indicati solo nel genere e individuati per numero, peso, misura. 
Ove siano presi in prestito beni fungibili se ne deve restituire una uguale qualità e quantità di valore.
Ad esempio, tipico bene fungibile in senso giuridico è il denaro: infatti, qualora io debba ricevere una somma di denaro di 100€, non importa se sia corrisposta con 5 banconote da 20€ o 10 da 10€ o altre combinazioni, né ho interesse a che denaro prestato sia restituito con le stesse banconote date nel prestito - rileva solo che ritorni la stessa quantità di denaro prestata. 
Per bene fungibile o commodity, in ambito economico, si intende un bene sostituibile, nella soddisfazione del bisogno cui risulta collegato, con altri beni che svolgano sostanzialmente la medesima funzione economica, anche quando si tratti di succedanei (ad es. burro e margarina). 
Come ulteriore esempi si possono citare le larghe categorie dei comuni personal computer cosiddetti Wintel, gli smartphone Android od i televisori, piattaforme di prodotti che risultano in linea di massima intercambiabili tra di loro (perlomeno entro certe fasce commerciali e di specifiche tecniche) a prescindere dall'esatta marca, modello, o composizione hardware.